# Francisco Giner de los Ríos
 (juillet 2025).
Si vous disposez d'ouvrages ou d'articles de référence ou si vous connaissez des sites web de qualité traitant du thème abordé ici, merci de compléter l'article en donnant les références utiles à sa vérifiabilité et en les liant à la section « Notes et références ».
Pour les articles homonymes, voir Giner de los Ríos.
Francisco Giner de los Ríos, né à Ronda le 10 octobre 1839 et mort à Madrid le 17 février 1915, est un philosophe, pédagogue et essayiste espagnol. Disciple de Julián Sanz del Río (es), il est en 1876 le fondateur et directeur de l'Institution libre d'enseignement (Institución Libre de Enseñanza) (ILE).
Giner est un personnage clef en raison de son influence sur l'intégration en Espagne des idéaux libéraux des Lumières, et en particulier du radicalisme laïque français, qui seront en grande partie repris par les intellectuels républicains.
Il est également considéré comme un précurseur de la sociologie du droit.

## Biographie
Il naît à Ronda, dans la province de Malaga dans une famille aisée, ce qui lui permet de suivre une formation universitaire. Il étudie la philosophie à Barcelone et à Grenade, s'installe à Madrid en 1863, où il côtoie le professeur Julián Sanz del Río (es), introducteur en Espagne des idées de Karl Christian Friedrich Krause (voir Panenthéisme), qui marqueront profondément la pensée et l'œuvre de Giner. Il obtient la chaire de Philosophie du Droit et de Droit International à l'Université de Madrid. Son caractère profondément critique et son travail considérable en tant qu'enseignant en feront l'une des figures incontournable du Madrid universitaire. Il n'hésite pas à affronter directement certaines ordonnances contraires à la liberté de chaire adoptées par le ministre du développement Manuel Orovio Echagüe (es), en 1875.
En conséquence de son opposition au gouvernement des Bourbons, il est destitué de sa chaire en 1875, avec plusieurs amis et disciples, dont bon nombre partageront dorénavant les grands rêves de réformes de Giner. Il décide de lancer « l'Institution libre d'enseignement », l'une des initiatives qui a le plus marqué l'éducation en Espagne.
Penseur et jurisconsulte renommé, c'est toutefois à travers cette Institution que le génie pédagogique de Giner trouvera sa meilleure expression. À partir de cet instant et jusqu'à la fin de ses jours, don Francisco Giner de los Ríos se consacrera corps et âme à mettre en pratique les principes pédagogiques de l'institution : formation d'hommes utiles à la société, mais surtout des hommes capables de concevoir un idéal ; éducation et reconnaissance explicite de la femme sur un pied d'égalité avec l'homme ; rationalisme, liberté d'éducation et de recherche, liberté de textes et suppression des examens ne supposant qu'un travail de mémorisation. En résumé, une école active, neutre et non dogmatique, reposant sur la méthode scientifique et visant à la formation d'homme complets, ouverts à tous les domaines du savoir humain.
En 1881 il retrouve de sa chaire. L'Institution libre d'enseignement, sous la direction de Giner, poursuit son chemin comme modèle d'une qualité d'enseignement, et ne tarde pas à acquérir une renommée nationale et internationale. L'ILE fondera le Musée pédagogique national (es) (Museo Pedagógico Nacional), les colonies scolaires, le Conseil pour l'extension des études scientifiques et de la recherche (es), germe du Conseil supérieur des investigations scientifiques (CSIS), la Résidence pour étudiants, la Direction générale de la première éducation, les Missions pédagogiques, etc.
Parmi les étudiants qui passeront par l'ILE, et pour illustrer l'influence qu'a pu avoir l'institution et l'enseignement de Giner, on peut citer Manuel Azaña, Julián Besteiro, José Ortega y Gasset, Federico García Lorca, Salvador Dalí, Antonio Machado, Juan Ramón Jiménez, Luis Buñuel, Unamuno, ou Bosch Gimpera.
Ses principes pédagogiques le rapprochent dans une certaine mesure de l'école socratique, dans laquelle c'est le savoir et la sagesse qui font la véritable autorité et la valeur d'un enseignant.

## Œuvres
- Lecciones sumarias de psicología (1874)
- Principios de derecho natural (1875)
- Estudios jurídicos y políticos (1875)
- Estudios de literatura y arte (1876)
- Estudios filosóficos y religiosos (1876)
- Estudios sobre educación (1886)
- Estética (1887) dans le Diccionario Enciclopédico Hispano-Americano (es)
- Educación y Enseñanza (1889)
- Resumen de filosofía del derecho (1898)
- La persona social (1899)
- Estudios de filosofía y sociología (1904)
- Pedagogía universitaria (1905)